# ویسمن
ویسمن دانشمندی آلمانی بود که موفق شد نظریه لامارک را رد کند.

## آزمایش ویسمن
ویسمن برای رد نظریه لامارک آزمایش جالبی انجام داد. او برای اینکه به همه موش‌ها صفات اکتسابی بدهد دم آن‌ها را قطع کرد و تا مرحلهٔ تولید نوزاد از آنها مراقبت کرد. سپس دم نوزادان را نیز قطع کرد و این عمل را تا ۲۲ نسل روی ۱۵۹۲ عدد موش تکرار کرد. بر اساس نظریه لامارک، موش های نسل بعد باید دم‌های کوتاه تری داشته باشند اما چنین وضعی پیش نیامد. ویسمن از این آزمایش نتیجه گرفت که صفات اکتسابی هیچ‌گاه ارثی نمی‌شوند. به عبارت دیگر تغییرات سلول‌های بدن را نمی‌توان به سلول‌های جنسی انتقال داد.